# Cavaliers Castelfranco Veneto
I Castelfranco Cavaliers sono una squadra di football americano con sede a Castelfranco Veneto in Provincia di Treviso. Militano nella seconda divisione del campionato gestito dalla FIDAF.

## Storia

### La Nascita
I Cavaliers nascono nel 2008 dapprima come un gruppetto di ragazzi a cui piace incontrarsi per giocare a football, poi come realtà associativa con lo scopo di divertirsi e partecipare a qualche torneo.

### Stagione 2009-2010
Nel 2009 però i ragazzi sono diventati un gruppo affiatato e coeso;che riesce ad ingaggiare un allenatore esperto e ad iniziare un percorso di crescita e sviluppo. Aderiscono alla FIF (Federazione Italiana Football), vincendo la Silver League FIF 2010 dopo la finale a Pontremoli contro gli American Felix Molinella con un perentorio 26 a 10.
Nel 2010 il team abbandona FIF per passare a FIDAF ed al CIF9.
Il Comune di Castelfranco Veneto, cede in gestione alla squadra la ribattezzata "Cavaliers Arena", ossia il campo di Via Redipuglia, nel centro storico cittadino.

### Promozione in LENAF e le convocazioni in Nazionale
La stagione 2011, la prima in CIF9 si chiude con un bilancio di 3 vittorie e 3 sconfitte (di cui una di misura maturata contro i futuri vincitori del campionato).
Nella stagione successiva si segnalano le ripetute vittorie con realtà consolidate come Vicenza e Verona, ai Playoff nazionali, con la possibilità concreta di vincere il campionato. Alcune gare sono disputate allo Stadio Giorgione, lo stadio principale di Castelfranco Veneto.
I Cavaliers vincono tutte le partite disputate in casa durante il torneo per poi arrendersi in semifinale di Conference ai Bills Cavallermaggiore, guadagnandosi comunque di diritto la promozione al campionato LENAF.
Nel 2013 due giocatori della rosa entrano subito nel giro della nazionale (il RB Marco Cecchin, fondatore della squadra, e il kicker Matteo Lanteri).

### Gli anni in LENAF e Seconda Divisione FIDAF
Le stagioni 2013 e 2014 si concludono con un record di 2 vittorie e 6 sconfitte.
L'anno successivo cambia il coaching staff (capitanato dal danese Kim Ewé) e le cose cambiano notevolmente: la stagione 2015 si conclude con 6 vittorie e 2 sconfitte, mentre la stagione 2016 con 7 vittorie ed 1 sconfitta ed in entrambe le stagioni è stato raggiunto il primo posto del girone Nord-Est. Purtroppo entrambe le stagioni si fermano al primo turno di playoff, rispettivamente contro gli Elephants Catania e gli U.T.A. Forlì-Pesaro (questi ultimi vincitori del campionato 2016).
La stagione regolare 2017 termina con il secondo posto nel girone D, dietro ai Mastini Verona e l'accesso ai playoff.

## Dettaglio stagioni

### Tornei nazionali

#### Campionato

##### LENAF/Seconda Divisione
| Stagione | regular season | regular season | regular season | regular season | regular season | regular season | playoff | playoff | playoff | playoff | playoff | playoff          | playoff           |
|          | Vin            | Par            | Per            | Tot            | PF             | PS             | Vin     | Per     | Tot     | PF      | PS      | risultato        | avversaria        |
| -------- | -------------- | -------------- | -------------- | -------------- | -------------- | -------------- | ------- | ------- | ------- | ------- | ------- | ---------------- | ----------------- |
| 2013     | 2              | 0              | 6              | 8              | 66             | 167            | -       | -       | -       | -       | -       | -                | -                 |
| 2014     | 2              | 0              | 6              | 8              | 103            | 180            | -       | -       | -       | -       | -       | -                | -                 |
| 2015     | 6              | 0              | 2              | 8              | 207            | 118            | 0       | 1       | 1       | 14      | 28      | Quarti di finale | Elephants Catania |
| 2016     | 7              | 0              | 1              | 8              | 283            | 83             | 0       | 1       | 1       | 22      | 47      | Quarti di finale | UTA Forlì-Pesaro  |
| 2017     | 5              | 0              | 3              | 8              | 169            | 119            | 0       | 1       | 1       | 16      | 27      | Wild Card        | Vipers Modena     |
| 2018     | 5              | 0              | 3              | 8              | 199            | 168            | -       | -       | -       | -       | -       | -                | -                 |
| 2019     | 1              | 0              | 7              | 8              | 146            | 262            | -       | -       | -       | -       | -       | -                | -                 |
| Totale   | 28             | 0              | 28             | 56             | 1173           | 1097           | 0       | 3       | 3       | 52      | 102     |                  |                   |

Fonte: Enciclopedia del Football - A cura di Roberto Mezzetti

##### Silver League FIF
A seguito dell'ingresso di FIDAF nel CONI questo torneo non è considerato ufficiale.
| Stagione | regular season | regular season | regular season | regular season | regular season | regular season | playoff | playoff | playoff | playoff | playoff | playoff   | playoff                  |
|          | Vin            | Par            | Per            | Tot            | PF             | PS             | Vin     | Per     | Tot     | PF      | PS      | risultato | avversaria               |
| -------- | -------------- | -------------- | -------------- | -------------- | -------------- | -------------- | ------- | ------- | ------- | ------- | ------- | --------- | ------------------------ |
| 2010     | 3              | 0              | 1              | 4              | 136            | 55             | 2       | 0       | 2       | 70      | 34      | Campioni  | American Felix Molinella |
| Totale   | 3              | 0              | 1              | 4              | 136            | 55             | 2       | 0       | 2       | 70      | 34      |           |                          |

Fonte: Enciclopedia del Football - A cura di Roberto Mezzetti

##### CIF9
| Stagione | regular season | regular season | regular season | regular season | regular season | regular season | playoff | playoff | playoff | playoff | playoff | playoff                  | playoff                |
|          | Vin            | Par            | Per            | Tot            | PF             | PS             | Vin     | Per     | Tot     | PF      | PS      | risultato                | avversaria             |
| -------- | -------------- | -------------- | -------------- | -------------- | -------------- | -------------- | ------- | ------- | ------- | ------- | ------- | ------------------------ | ---------------------- |
| 2011     | 3              | 0              | 3              | 6              | 184            | 203            | -       | -       | -       | -       | -       | -                        | -                      |
| 2012     | 5              | 0              | 1              | 6              | 172            | 64             | 1       | 1       | 2       | 50      | 61      | Semifinale di conference | Bills Cavallermaggiore |
| 2021     | 2              | 0              | 2              | 4              | 128            | 124            | 0       | 1       | 1       | 21      | 26      | Quarti di conference     | Blitz Balangero        |
| Totale   | 10             | 0              | 6              | 16             | 484            | 391            | 1       | 2       | 3       | 71      | 87      |                          |                        |

Fonte: Enciclopedia del Football - A cura di Roberto Mezzetti

## Palmarès
- SilverBowl FIF : 1 (2010)